# Liste der Baudenkmäler in Uttenreuth
Auf dieser Seite sind die Baudenkmäler in der mittelfränkischen Gemeinde Uttenreuth zusammengestellt. Diese Tabelle ist eine Teilliste der Liste der Baudenkmäler in Bayern. Grundlage ist die Bayerische Denkmalliste, die auf Basis des Bayerischen Denkmalschutzgesetzes vom 1. Oktober 1973 erstmals erstellt wurde und seither durch das Bayerische Landesamt für Denkmalpflege geführt wird. Die folgenden Angaben ersetzen nicht die rechtsverbindliche Auskunft der Denkmalschutzbehörde.
 Diese Liste gibt den Fortschreibungsstand vom 29. November 2023 wieder und enthält 11 Baudenkmäler.

## Baudenkmäler nach Ortsteilen

### Uttenreuth
| Lage                                                          | Objekt                                                                          | Beschreibung | Akten-Nr.     | Bild                                                                            |
| ------------------------------------------------------------- | ------------------------------------------------------------------------------- | --- | ------------- | ------------------------------------------------------------------------------- |
| Erlanger Straße 53 (Standort)                                 | Ehemalige Fabrikantenvilla                                                      | Dreigeschossiger Walmdachbau mit Mittelrisalit, Belvedere und Putzgliederung, Neurenaissance, nach Planung von Christian Böhmer 1899/1900 für Max Gotthard Gebbert erbaut                                                                              | D-5-72-158-14 | Ehemalige Fabrikantenvilla                                                      |
| Nähe Erlanger Straße (Standort)                               | Einfriedung                                                                     | massive Mauer mit Blendbögen und Satteldachabschluss, gleichzeitig | D-5-72-158-14 | BW                                                                              |
| Nähe Esperstraße (Standort)                                   | Evangelisch-lutherische Pfarrkirche St. Matthäus                                | hoher Sandsteinquaderbau mit Walmdach, rechteckigem Westturm mit Zwiebelhaube, eingeschossigem Sakristeianbau mit Walmdach und Gliederung durch Eckpilaster und Fensterrahmungen, 1765/66 anstelle einer Kapelle des 14. Jahrhunderts; mit Ausstattung | D-5-72-158-1  | weitere Bilder                                                                  |
| Nähe Esperstraße (Standort)                                   | Kirchhofportal                                                                  | Sandsteinquaderpfeiler mit Kugelaufsätzen, 18. Jahrhundert | D-5-72-158-1  | BW                                                                              |
| Esperstraße 20 (Standort)                                     | Kleinhaus                                                                       | eingeschossiger Sandsteinquaderbau mit Satteldach, um 1800 | D-5-72-158-2  | weitere Bilder                                                                  |
| Esperstraße 22 (Standort)                                     | Gasthaus zum Schloss, ehemaliger Herrensitz                                     | zweigeschossiger Putzbau mit steilem Walmdach und Ecklisenen, 17./18. Jahrhundert | D-5-72-158-3  | Gasthaus zum Schloss, ehemaliger Herrensitz                                     |
| Nähe Esperstraße (Standort)                                   | Einfriedung                                                                     | Sandsteinmauer mit Toreinfahrt, rechteckige Sandsteinpfeiler mit Kugelbekrönung, 18. Jahrhundert | D-5-72-158-3  | BW                                                                              |
| Esperstraße 25 (Standort)                                     | Evangelisch-lutherisches Pfarrhaus                                              | zweigeschossiger Walmdachbau mit polygonalem Eckerker mit Zeltdachaufsatz und Zwerchhaus mit Segmentbogengiebel, Neubarock, um 1908 | D-5-72-158-4  | weitere Bilder                                                                  |
| Esperstraße 25 (Standort)                                     | Pfarrscheune                                                                    | eingeschossiger Fachwerkbau mit Satteldach, 18./19. Jahrhundert | D-5-72-158-4  | weitere Bilder                                                                  |
| Marloffsteiner Straße 3 (Standort)                            | Ehemaliger Hansbauernhof, 1836 Gründungsort der Studentenverbindung Uttenruthia | zweigeschossiger Sandsteinquaderbau mit Walmdach und Lisenengliederung, zweite Hälfte 18. Jahrhundert | D-5-72-158-5  | Ehemaliger Hansbauernhof, 1836 Gründungsort der Studentenverbindung Uttenruthia |
| Marloffsteiner Straße 15 (Standort)                           | Wohnhaus                                                                        | zweigeschossiger, traufseitiger Sandsteinquaderbau über unregelmäßigem Grundriss mit steilem Satteldach und korbbogiger Durchfahrt, bezeichnet „1843“ (steht in Zusammenhang mit Nr. 17)                                                               | D-5-72-158-7  | Wohnhaus                                                                        |
| Marloffsteiner Straße 17, Marloffsteiner Straße 15 (Standort) | Gasthaus Schwarzer Adler                                                        | zweigeschossiger traufständiger Fachwerkbau mit Satteldach und auf gebauchter Säule ruhendem, polygonalen Erker, um 1800, südlich anschließend zweigeschossiger Sandsteinquaderbau mit Satteldach und Gesimsgliederung, gleichzeitig                   | D-5-72-158-8  | Gasthaus Schwarzer Adler                                                        |
| Marloffsteiner Straße 17, Marloffsteiner Straße 15 (Standort) | Nebengebäude                                                                    | eingeschossiger Sandsteinquaderbau mit Satteldach und Stufengiebel, zweite Hälfte 19. Jahrhundert | D-5-72-158-8  | BW                                                                              |

### Eggenhof
| Lage                            | Objekt          | Beschreibung                                                                       | Akten-Nr.     | Bild            |
| ------------------------------- | --------------- | ---------------------------------------------------------------------------------- | ------------- | --------------- |
| Maria-Gebbert-Straße (Standort) | Schwabachbrücke | Straßenbrücke: zweibogiger Sandsteinquaderbau, 19. Jahrhundert, über die Schwabach | D-5-72-158-10 | Schwabachbrücke |

### Habernhofermühle
| Lage                           | Objekt            | Beschreibung | Akten-Nr.     | Bild           |
| ------------------------------ | ----------------- | --- | ------------- | -------------- |
| Habernhofer Mühle 1 (Standort) | Habernhofer Mühle | Mühle: zweigeschossiger Halbwalmdachbau mit Fachwerkobergeschoss und -giebel, 18. Jahrhundert, mit älterem Kern | D-5-72-158-11 | weitere Bilder |

### Weiher
| Lage                        | Objekt                  | Beschreibung                                                                                                | Akten-Nr.     | Bild                    |
| --------------------------- | ----------------------- | --- | ------------- | ----------------------- |
| Weinbergstraße 3 (Standort) | Ehemaliges Gemeindehaus | eingeschossiger Sandsteinquaderbau mit Stufengiebeln und hölzernem Dachreiter mit Glocke, bezeichnet „1846“ | D-5-72-158-13 | Ehemaliges Gemeindehaus |